# المغربة (العرش)

تعديل مصدري - تعديل

المغربة هي إحدى قرى عزلة العرش بمديرية العرش التابعة لمحافظة البيضاء، بلغ تعداد سكانها 337 نسمة حسب تعداد اليمن لعام 2004.